# Laura Morera

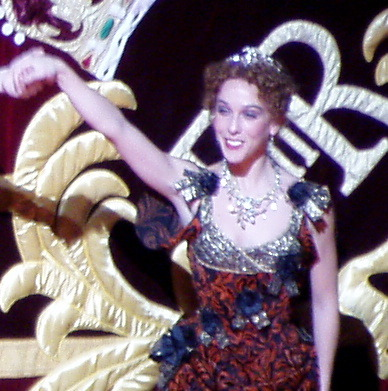
Laura Morera durante el saludo final de un ballet en la Royal Opera House de Londres.

Laura Morera (Madrid, 1977) es una bailarina de ballet española que actualmente es bailarina principal del Royal Ballet de Londres.

## Primeros años y formación
Morera nació en Madrid. Empezó a ir a Londres para asistir al programa de verano de la Royal Academy of Dance cuando tenía siete años y, a los diez, hizo una audición para The Royal Ballet School bailando un solo de Paquita en puntas. Se graduó en 1995.

## Carrera
Morera se incorporó al Royal Ballet tras graduarse en la escuela. Se convirtió en Primera Artista en 1998, Solista en 1999, Primera Solista en 2002 y Bailarina Principal en 2007. Ha interpretado papeles principales en ballets como el papel principal en el papel principal en Giselle, el Hada de Azúcar en El Cascanueces, Natalia Petrovna en Un mes en el campo de Ashton, la Gitana en Las dos palomas, la Julieta de MacMillan en Romeo y Julieta, el papel principal en Manon, Mary Vetsera en Mayerling, el papel principal en Anastasia y Ttiana en Onegin de Cranko. Ganó el Premio Nacional de Danza del Círculo de Críticos 2015 por su espectáculo como Lise en La Fille mal gardée de Ashton.
Al margen de la compañía, Morera y su marido y exbailarín del Royal Ballet Justin Meissner tienen un grupo llamado Dance Tour International que organiza galas y talleres en diferentes países.